# Josefine Kette
Josefine Kette, auch Josephine Kette, verheiratete Josefine Anschütz-Kette, auch Josefine Müller-Anschütz, (1793 in Bamberg – nach 1822) war eine deutsche Opernsängerin (Sopran).

## Leben
Kette war in Breslau von 1811 bis 1820 und später in Königsberg und Leipzig engagiert. Bereits 1810 heiratete sie Heinrich Anschütz, jedoch hielt ihre Ehe nicht lange. Sie heiratete 1822 den Schauspieler Müller, worauf sie sich Müller-Anschütz nannte.
„Sophie“ in Sargino, „Myrrha“ in Unterbrochenes Osterfest und „Elvira“ in Don Juan gehörten zu ihren besten Leistungen.
Ihr Sohn Alexander Anschütz (1815–1868) wurde ebenfalls Opernsänger.